# Ma’arr Szamsza
Ma’arr Szamsza (arab. معر شمشه) – miejscowość w Syrii, w muhafazie Idlib. W 2004 roku liczyła 3268 mieszkańców.